# Черново (Кировская область)
Черново — деревня в Тужинском районе Кировской области России. Входит в состав Михайловского сельского поселения.

## География
Деревня находится в юго-западной части Кировской области, в подзоне южной тайги, к западу от реки Немдеж, на расстоянии приблизительно 19 километров (по прямой) к юго-западу от посёлка городского типа Тужи, административного центра района. Абсолютная высота — 120 метров над уровнем моря.
Климат
Климат характеризуется как континентальный, с продолжительной холодной многоснежной зимой и умеренно тёплым летом. Среднегодовая температура — 3 °C. Вегетационный период продолжается 157—167 дней, из которых 122—130 дней бывает со среднесуточной температурой воздуха выше 10 °C. Годовое количество атмосферных осадков — 450 мм, из которых около 260—300 мм выпадает в период вегитации. Снежный покров держится в течение 165 дней.

## Население
| 2010 |
| ---- |
| 0    |